# Make Progress
Albums de Nami Tamaki
Greeting
(2004) Speciality
(2006)
Singles
Make Progress est le 2e album de Nami Tamaki, sorti sous le label Sony Music Entertainment Japan le 11 mai 2005 au Japon. Il atteint la 1re place du classement de l'Oricon et reste classé pendant 10 semaines, pour un total de 158 810 exemplaires vendus. C'est l'album le plus vendu de Nami Tamaki à ce jour. Il sort en format CD et CD+DVD.

## Liste des titres
| 1.  | Fly Away                                                             | Takamitsu Shimazaki            | 末松孝久, 谷口浩司                                                | 4:10 |
| 2.  | Reason                                                               | shungo.                        | y@suo ohtani, ats-                                                | 4:52 |
| 3.  | Daybreak                                                             | 西田恵美                       | m-takeshi, 橋本茂昭                                               | 4:17 |
| 4.  | Future Step                                                          | m.c.A・T                       | m.c.A・T                                                          | 4:02 |
| 5.  | Truth                                                                | mavie                          | Miki Watanabe                                                     | 4:40 |
| 6.  | Daitan ni Ikimashou ↑Heart & Soul↑ (大胆にいきましょう ↑Heart&Soul↑) | Ryuuichi Shinozaki             | Robert Habolin, Mats Jansson, Marcus Sepehrmanesh, Peter Hallstom | 3:13 |
| 7.  | Make Progress ~Instrumental~                                         |                                |                                                                   | 1:13 |
| 8.  | Heroine                                                              | Shusui, S.Engblom, A.Bellinder | Shusui, S.Engblom, A.Bellinder                                    | 4:48 |
| 9.  | Kurayami Monogatari (暗闇物語)                                       | m.c.A・T                       | m.c.A・T                                                          | 4:51 |
| 10. | You                                                                  | Nami Tamaki                    | 榎又清人, Shinya Saitō                                            | 5:41 |
| 11. | Fortune                                                              | shungo.                        | Miki Fujisue, Saitou Shinya                                       | 4:24 |
| 12. | DreamerS                                                             | Nami Tamaki                    | JamCrea                                                           | 5:10 |
| 13. | Distance                                                             | Takamitsu Shimazaki            | Takamitsu Shimazaki                                               | 4:58 |
| 14. | Reason ~Reproduction-flash foward mix~                               | shungo.                        | 齋藤真也                                                          | 4:33 |

| 1. | Daitan ni Ikimashou ↑Heart&Soul↑ (大胆にいきましょう ↑Heart&Soul↑) |  |
| 2. | Reason                                                             |  |
| 3. | Fortune                                                            |  |
| 4. | Heroine                                                            |  |